# فيسنتي مارتينيز
فيسنتي مارتينيز (بالإسبانية: Vicente Martínez)‏ هو رسام إسباني، ولد في 1958.